# Сатте
Сатте (яп. 幸手市 Саттэ-си) — город в Японии, находящийся в префектуре Сайтама. Площадь города составляет 33,95 км², население — 52 763 человека (1 августа 2014), плотность населения — 1554,14 чел./км².

## Географическое положение
Город расположен на острове Хонсю в префектуре Сайтама региона Канто. С ним граничат города Куки, Нода и посёлки Сугито, Гока.

## Население
Население города составляет 52 763 человека (1 августа 2014), а плотность — 1554,14 чел./км². Изменение численности населения с 1980 по 2005 годы:
| 1980 | 49 704 чел. |  |
| 1985 | 51 462 чел. |  |
| 1990 | 54 342 чел. |  |
| 1995 | 58 172 чел. |  |
| 2000 | 56 413 чел. |  |
| 2005 | 54 006 чел. |  |

## Символика
Деревом города считается подокарп крупнолистный, цветком — цветок сакуры.